# Sento Keiya
Keiya Sento (仙頭 啓矢 Sento Keiya, sinh ngày 29 tháng 12 năm 1994) là một cầu thủ bóng đá người Nhật Bản. Anh thi đấu cho Kyoto Sanga FC.

## Sự nghiệp
Keiya Sento gia nhập câu lạc bộ tại J2 League Kyoto Sanga FC năm 2017.